# 伊藤海
伊藤 海（いとう かい、1985年12月12日 - ）は、日本の弁護士・弁理士。東京弁護士会所属、伊藤海法律事務所代表。株式会社AGRS顧問。学位は法務博士。

## 人物・略歴
IT業界、アパレル業界、エンターテイメント業界（芸能）を中心に、多くの名ブランド、著名人の顧問・代理人を務める。クライアントには声優の杉田智和などがいる。
- 2008年 上智大学法学部国際関係法学科修了
- 2010年 立教大学大学院法務研究科修士課程修了
- 2012年 司法試験合格
- 2013年 最高裁判所司法研修所修了
- 2014年 弁護士登録 東京弁護士会所属
- 2014年 晴海協和法律事務所に入所
- 2018年 伊藤海法律事務所を立ち上げ
- 2019年 弁理士修習修了
- 2019年 弁理士登録 日本弁理士会所属

出典: